# La casa inquietante
La casa inquietante è un film del 2020 diretto da Daniel Geronimo Prochaska e tratto dal romanzo Das schaurige Haus di Martina Wildner della Allgäu-Grusel-Trilogie.

## Trama
Il sedicenne Hendrik si trasferisce con la madre Sabine e il fratello di otto anni Eddi da Hannover a Bad Eisenkappel in Carinzia, dove la donna ha trovato un lavoro presso le grotte di stalattiti di Obir. Il trasferimento, che dovrebbe anche essere per la famiglia un modo per ricominciare dopo l'improvvisa morte del padre, si rivela uno shock culturale per Hendrik. Oltre al fatto che gli abitanti parlano un dialetto incomprensibile, sembra che vi sia anche qualcosa di strano nella fatiscente casa che hanno acquistato. Ben presto Eddi inizia a soffrire di sonnambulismo e a parlare sloveno, mentre Hendrik ha incubi continui. Dopo le difficoltà iniziali, Hendrik ed Eddi stringono amicizia con la ricercatrice Ida ed il più giovane e occhialuto Fritz. Insieme i quattro cercano di risolvere il mistero che circonda la loro casa.

## Produzione
Il film è stato finanziato dall'Österreichischen Filminstitut, dal Filmfonds Wien, da FISA – Filmstandort Austria, Carinthia Film Commission e Nordmedia Film- und Mediengesellschaft Niedersachsen/Bremen, beteiligt war der Österreichische Rundfunk. Il film è stato prodotto dai produttori cinematografici austriaci Gerald Podgornig e Thomas Hroch di Mona Film in collaborazione con la tedesca Naked Eye Filmproduktion.
Le riprese si sono svolte in 34 giorni dal 15 luglio al 30 agosto 2019 a Vienna e in Carinzia. Le riprese si sono svolte principalmente nella Bassa Carinzia, le località erano tra le altre Gallizien, Grafenstein, Sittersdorf, Eisenkappel-Vellach (Bad Eisenkappel, Trögern, Ebriach) e Möchling. Le riprese interne sono state effettuate in un capannone industriale nel distretto di VIenna di Simmering sul sito di HQ7, che appartiene al porto di Vienna.

## Differenze col romanzo
Il film differisce dal libro originale oltre che nella location, anche in alcuni cambiamenti nella narrazione. Nel film i due fratelli sono più grandi rispetto alla loro controparte cartacea. Nel romanzo, i due fratelli si trasferiscono in un piccolo villaggio con i genitori, nel film invece si trasferiscono solo con la madre da poco rimasta vedova. A causa del trasferimento degli eventi in Carinzia, è stato utilizzato lo sloveno e non il rumeno come nel libro.

## Distribuzione
Il film venne proiettato in anteprima il 12 settembre 2020 alla cascata Wildensteiner di Gallizien, città natale del produttore Gerald Podgornig. Il 26 settembre 2020 il film è stato proiettato allo Slash Film Festival di Vienna. Il film è stato poi distribuito nei cinema austriaci a partire dal 30 ottobre 2020.
In Italia, a causa della chiusura dei cinema come misura contro la pandemia di COVID-19, il film è stato distribuito direttamente su Netflix dal 14 maggio 2021. In quello stesso giorno il film è uscito su Netflix in tutta europa.

## Accoglienza
Dopo essere stato distribuito su Netflix nel maggio 2021, il film è entrato nella top 10 dei film più trasmessi in streaming in più di 50 paesi ed è stato il primo film austriaco a raggiungere il quinto posto nelle classifiche globali dei film Netflix.

## Riconoscimenti
- 2021 - Austrian Film Award[20]
  - Nomination Miglior attore non protagonista a Michael Pink
  - Nomination Miglior attrice non protagonista a Julia Koschitz
  - Nomination Miglior fotografia
  - Nomination Best Production Design
- 2021 - Romy Gala[20]
  - Nomination Attrice favorita a Julia Koschitz
  - Nomination Favorite Male Shooting Star a Leon Orlandianyi
  - Nomination Miglior montaggio